# Bréda
Der Bréda ist ein Fluss in Frankreich, der in der Region Auvergne-Rhône-Alpes verläuft. Er entspringt im Belledonne-Massiv, knapp unterhalb des Bergkreuzes Croix de Chaurionde, im Gemeindegebiet von Le Haut-Bréda. Er entwässert generell in nördlicher Richtung durch die Naturlandschaft des Grésivaudan, schlägt in seinem Mündungsabschnitt einen Haken nach Westen und mündet nach insgesamt rund 32 Kilometern im Gemeindegebiet von Pontcharra als linker Nebenfluss in die Isère. Auf seinem Weg durchquert der Bréda hauptsächlich das Département Isère, bildet jedoch auf einer Strecke von etwa fünf Kilometern auch die Grenze zum Département Savoie.

## Orte am Fluss
(Reihenfolge in Fließrichtung)
- L’Épinay, Gemeinde Le Haut-Bréda
- La Ferrière, Gemeinde Le Haut-Bréda
- Pinsot, Gemeinde Le Haut-Bréda
- Allevard
- La Chapelle-du-Bard
- Le Moutaret
- Détrier
- La Chapelle-Blanche
- Avalon, Gemeinde Saint-Maximin
- Pontcharra